# Spagíria
A spagíria (angolul: spagyric) szó két görög igéből: spao (σπάω) és az agyro (ἀγείρω) származik, a "solve et coagula, et habebis magisterium" alkímiai alapelvvel összhangban. A görög szavak azt sejtetik, hogy a szétválasztás (szeparáció) és az egyesítés (koaguláció) szintetizáló folyamata magában hordozza azt, hogy a végeredményül kapott egész több, mint a szétválasztott részek összessége.
A spagíria módszertana a gyakorlati alkímia első szintje és a növények gyógyhatásai fokozásának a módszere. A gyógynövény-gyógyászathoz hasonlóan gyógyászati rendszer, mely olyan gyógynövények energetikai tulajdonságain alapul, melyek hatóanyagai segítenek összhangot teremteni az emberben élettanilag, illetve anyagcsere szinten.

## Négy alappillér
A spagíria fogalmát elsőként valószínűleg Paracelsus használta az 1565-ben megjelent Paragranum című művében, melyben a gyógyászat négy alappillérét is megfogalmazta, úgymint:
1. természetfilozófia;
2. asztronómia, illetve asztrológia[* 4] (ember és univerzum közötti kapcsolat);
3. alkímia (tudás és gyógyszerkészítés);
4. belső érték (gyógyítóé és páciensé /erkölcs/, valamint az alkalmazott gyógynövényé, fémé).[3]

## Három alkotóelem
Ebben a könyvében azt állította, hogy az alkímia igazi célja nem a közönséges aranycsinálás, hanem orvosságok készítése. Úgy fogalmazott továbbá, hogy a természet "nyers és befejezetlen" és az ember istenadta feladata, hogy magasabb szintre fejlessze a dolgokat. A "nyers" gyógynövényt ezért kell szétválasztani alkímiai alkotóelemeire: higanyra, kénre és sóra, melyek újraegyesítésével állítható elő az orvosság.
- Higany: víz elem; olvadékonyság, folyékonyság; a növény életesszenciáját fejezi ki és a növényből készített alkoholos kivonat (extraktum, illetve tinktúra) ennek a hordozója.
- Só: föld elem; szilárdság, állandóság; a növény elégetéséből (kalcináció) származó hamuból kivont sók kifejeződése.
- Kén: tűz elem; a növény belső értékei, tulajdonságai, a növény illóolaj-esszenciája.

## Hetesség
Paracelsus orvosi asztrológián alapuló hét növénye a hét megfelelő napjain érhetők el, az alábbi "fitoterápiás naptár" szerint:
- Hétfő — Hold — Fehér fagyöngy (Viscum album)
- Kedd — Mars — Nagy csalán (Urtica dioica)
- Szerda — Merkúr — Fekete bodza (Sambucus nigra)
- Csütörtök — Jupiter — Gyermekláncfű (Taraxacum officinale)
- Péntek — Vénusz — Közönséges cickafark (Achillea millefolium)
- Szombat — Szaturnusz — Mezei zsurló (Equisetum arvense)
- Vasárnap — Nap — Közönséges orbáncfű (Hypericum perforatum)

## Alkalmazás
Leegyszerűsítve, az illóolajok gőzöléssel történő kivonása adja a "ként", a maradék erjesztésével és alkohol lepárlásával előáll a "higany", majd az elégetés utáni hamu ásványi összetevői lesznek a "sók". Az illóolajok alkoholban történő hígítása, majd ebben az ásványi sók feloldása képezi a végső főzetet.
A gyakorlati spagíria hosszadalmas és gondos munkával jut hozzá tinktúrakivonataihoz, gyógyászati elixírjeihez, magisztériumaihoz és kozmológiai kvintesszenciáihoz. A galénoszi három részből - higanyból, kénből és sóból - összetevődő vegyület hatást gyakorol az emberi lénynek mind a fizikai, mind pedig az ún. "energiatesteire".

## Fordítás
- Ez a szócikk részben vagy egészben  a   Spagyric című angol Wikipédia-szócikk fordításán alapul.  Az eredeti cikk szerkesztőit annak laptörténete sorolja fel. Ez a jelzés csupán a megfogalmazás eredetét és a szerzői jogokat jelzi, nem szolgál a cikkben szereplő információk forrásmegjelöléseként.
- Ez a szócikk részben vagy egészben  a   Spagyrie című francia Wikipédia-szócikk fordításán alapul.  Az eredeti cikk szerkesztőit annak laptörténete sorolja fel. Ez a jelzés csupán a megfogalmazás eredetét és a szerzői jogokat jelzi, nem szolgál a cikkben szereplő információk forrásmegjelöléseként.